# Premio Internacional Don Quijote

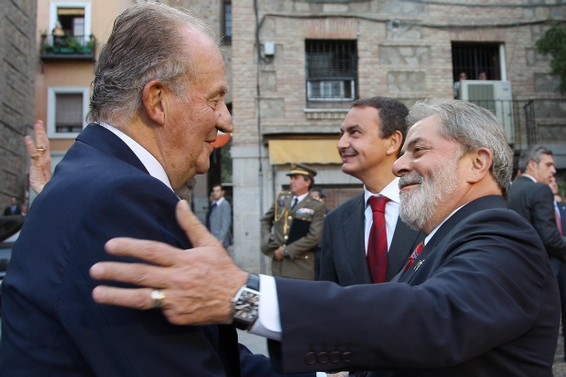
El rey Juan Carlos I, el día de la entrega del premio en 2008, saludando a Lula da Silva.

El Premio Internacional Don Quijote de la Mancha fue un galardón cultural y literario español de carácter internacional otorgado entre 2008 y 2010 por la Junta de Comunidades de Castilla-La Mancha y la Fundación Santillana. Se entregaba en la ciudad de Toledo y contaba con el apoyo de la Casa Real.
Existían dos distinciones:
- Premio a la mejor labor institucional, otorgado a aquellas instituciones académicas, gubernamentales o culturales, públicas o privadas, cuyo desempeño contribuye a la divulgación y presencia de la lengua y de la cultura española.
- Premio a la más destacada trayectoria individual, otorgado a los autores, investigadores, profesores o editores cuya obra y trayectoria profesional haya enriquecido el patrimonio colectivo de la lengua y de la cultura española.

Los premiados recibían 25 000 euros y una escultura de Manolo Valdés titulada La lectora.

## Premiados
Los premiados fueron:
| Labor institucional                   | País      | Año  |
| ------------------------------------- | --------- | ---- |
| Lula da Silva                         | Brasil    | 2008 |
| Gloria Macapagal Arroyo               | Filipinas | 2009 |
| Nueva gramática de la lengua española | España    | 2010 |

| Trayectoria individual | País   | Año  |
| ---------------------- | ------ | ---- |
| Carlos Fuentes         | México | 2008 |
| Mario Vargas Llosa     | Perú   | 2009 |
| Juan Goytisolo         | España | 2010 |